# Крекінг-установка у Паджарітос
Крекінг-установка у Паджарітос — складова частина колишнього нафтохімічного майданчика в районі портового міста Коацакоалькос на півдні Мексики (штат Веракрус).
У 1967 році в Паджарітос ввели в експлуатацію першу установку парового крекінгу (піролізу), закриту ще до завершення 20 століття. Втім, виробництво етилену на майданчику тривало за допомогою другої установки, що стала до ладу в 1972-му. Споживаючи етан, постачений по трубопроводу зі штату Чіапас, вона продукувала за рік 182 тисячі тонн зазначеного олефіну.
Етилен далі в основному спрямовувався на розташоване поруч виробництво мономеру вінілхлориду. Станом на початок 2000-х тут працювали введений в експлуатацію у 1973-му завод № 2 потужністю 70 тисяч тонн на рік, та запущений в 1982-му завод № 3 з показником 200 тисяч тонн. Крім того, на майданчику могли продукувати 40 тисяч тонн оксиду етилену. Невдовзі, на початку 2010-х, потужність по мономеру вінілхлориду рахувалася вже як 405 тисяч тонн, тоді як виробництво оксирану зосередили на значно більших майданчиках у Ла-Кангреджера та Морелосі. У випадку появи надлишків етилену їх могли спрямовувати морським шляхом на експорт через розташований неподалік термінал компанії Pemex (один з співвласників майданчику в Паджарітос, разом з виробником полімерної продукції Mexichem).
В 1991-му внаслідок пожежі завод мономеру № 3 зазнав істотних пошкоджень і не працював цілий рік. Втім, інцидент у квітні 2016 мав значно тяжчі наслідки — внаслідок вибуху загинуло 30 осіб, а виробництво вінілхлориду вирішили закрити. Хоча крекінг-установка сама не зазнала тоді пошкоджень, проте вона була зупинена, а потім і закрита на тлі нестачі етану для роботи всіх наявних в околицях Коацакоалькоса майданчиків.